# Holyoke Automobile Company
Holyoke Automobile Company, vorher Holyoke Motor Works, war ein US-amerikanischer Hersteller von Automobilen.

## Unternehmensgeschichte
Charles R. Greuter stammte aus der Schweiz. Er fertigte 1898 zwei Prototypen. 1899 machte er sich selbständig und gründete Holyoke Motor Works in Holyoke in Massachusetts. Im April 1899 beliefen sich die Pläne auf zehn Fahrzeuge monatlich, die als Holyoke vertrieben wurden. Im April 1900 folgte die Umfirmierung in Holyoke Automobile Company.
Im August 1903 kam es zum Zusammenschluss mit der Matheson Automobile Company.

## Fahrzeuge
Im Angebot standen Automobile mit Ottomotoren. Die ersten Fahrzeuge hatten einen Zweizylindermotor mit 7 PS Leistung. Fortschrittlich für die damalige Zeit war die OHV-Ventilsteuerung. Der Aufbau war viersitzig und wurde Trap genannt.
Die folgenden Fahrzeuge waren auffallend schwer. So ist ein Surrey mit 1270 kg Leergewicht, ein Phaeton mit 680 kg und ein Stanhope mit 1360 kg überliefert.